# Кащенко, Василий Васильевич
Васи́лий Васи́льевич Ка́щенко (1812 — 15 декабря 1894) — российский помолог и лесовод.

## Биография
Родился в 1812 году в селе Подгородное.
Более полувека трудясь над культурой садовых деревьев в своем родовом екатеринославском имении «Приют», Кащенко оказал садоводству значительные услуги, достойно оценённые высшими наградами от Императорского общества садоводства и Парижской земледельческой академии. Живо интересуясь вопросом облесения степей, Кащенко справедливо видел в защитных насаждениях залог успеха степного хозяйства и успешно разводил лески и рощи. Вся жизнь Кащенко была непрерывным трудом, которому не помешал и преклонный возраст.
Помимо статей в журнале «Русское садоводство» и других специальных изданиях, Кащенко отдельно опубликовал: «Двенадцать сортов яблок для садов Екатеринославской губернии, предлагаемые, как лучшие» (СПб., 1873); «Двенадцать яблок моего сада» (СПб., 1875 и 1892).
Умер 15 декабря 1894 года.